# Strażnica WOP Golińsk
Strażnica Wojsk Ochrony Pogranicza Gehlenau/Kamionka/Golińsk – nieistniejący obecnie podstawowy pododdział Wojsk Ochrony Pogranicza pełniący służbę graniczną na granicy polsko-czechosłowackiej.
Strażnica Straży Granicznej w Golińsku – nieistniejąca obecnie graniczna jednostka organizacyjna Straży Granicznej realizująca zadania bezpośrednio w ochronie granicy państwowej z Czechosłowacją/Republiką Czeską.

## Formowanie i zmiany organizacyjne
Strażnica została sformowana w 1945 w strukturze 53 komendy odcinka jako 246 strażnica WOP (Gehlenau) o stanie 56 żołnierzy. Kierownictwo strażnicy stanowili: komendant strażnicy, zastępca komendanta do spraw polityczno-wychowawczych i zastępca do spraw zwiadu. Strażnica składała się z dwóch drużyn strzeleckich, drużyny fizylierów, drużyny łączności i gospodarczej. Etat przewidywał także instruktora do tresury psów służbowych oraz instruktora sanitarnego. W 1951 stacjonowała w Golińsku.
Od 15 marca 1954 wprowadzono nową numerację strażnic, a strażnica WOP Golińsk otrzymała nr 258. 
W 1956 rozpoczęto numerowanie strażnic na poziomie brygady. Strażnica specjalna Golińsk była 22. w 5 Brygadzie Wojsk Ochrony Pogranicza. 
W 1960, po kolejnej zmianie numeracji, strażnica posiadała numer 5 i zakwalifikowana była do kategorii II w 8 Sudeckiej Brygadzie WOP . W 1964 strażnica WOP nr 5 lądowa Golińsk zaliczona była do II kategorii.
Straż Graniczna:

15 maja 1991 po rozwiązaniu Wojsk Ochrony Pogranicza, 16 maja 1991 strażnica w Golińsku weszła w podporządkowanie Sudeckiego Oddziału Straży Granicznej w Kłodzku i przyjęła nazwę strażnica Straży Granicznej w Golińsku.
W 2000 rozpoczęła się reorganizacja struktur Straży Granicznej związana z przygotowaniem Polski do wstąpienia do Unii Europejskiej i  przystąpieniem do Traktatu z Schengen. Podczas restrukturyzacji wprowadzono kompleksową ochronę granicy już na najniższym szczeblu organizacyjnym tj. strażnica i graniczna placówka kontrolna. Wprowadzona całościowa ochrona granicy zniosła podział na graniczne jednostki organizacyjne ochraniające tylko tzw. „zieloną granicę” i prowadzące tylko kontrole ruchu granicznego. W wyniku tego, 2 stycznia 2003 nastąpiło zniesie strażnicy SG w Golińsku, a ochraniany odcinek przejęła Graniczna Placówka Kontrolna SG w Golińsku .

## Ochrona granicy

### Strażnice sąsiednie
- 245 strażnica WOP Lomnitz ⇔ 247 strażnica WOP Albendorf – 1946
- 4 strażnica WOP Chełmsko Śląskie ⇔ 6 strażnica WOP Łomnica – 1964

## Dowódcy/komendanci strażnicy
- kpt. Józef Kuna (1.09.1962–24.06.1963)[10].
- kpt. Jan Dżugan[11]